# Шому Марсији
Шому Марсији (фр. Chaumoux-Marcilly) насеље је и општина у централној Француској у региону Центар (регион), у департману Шер која припада префектури Бурж.
По подацима из 2011. године у општини је живело 100 становника, а густина насељености је износила 5,98 становника/km². Општина се простире на површини од 16,72 km². Налази се на средњој надморској висини од 197 метара (максималној 269 m, а минималној 175 m).

## Демографија
| 1962. | 1968. | 1975. | 1982. | 1990. | 1999. | 2011. |
| ----- | ----- | ----- | ----- | ----- | ----- | ----- |
| 129   | 157   | 140   | 92    | 112   | 101   | 100   |

График промене броја становника у току последњих година